# كريستوفر أونيل
كريستوفر بول أونيل (بالإنجليزية: Christopher Paul O'Neill)‏ وهو رجل أعمال بريطاني أمريكي ولد في يوم 27 يونيو 1974 في مدينة لندن عاصمة المملكة المتحدة وهو متزوج من الأميرة مادلين السويدية ابنة الملك كارل السادس عشر غوستاف ملك السويد وله بنت منها، أما أعماله فهي في نيويورك في الولايات المتحدة.

## روابط خارجية
- كريستوفر أونيل على موقع IMDb (الإنجليزية)